# Kirche Portitz

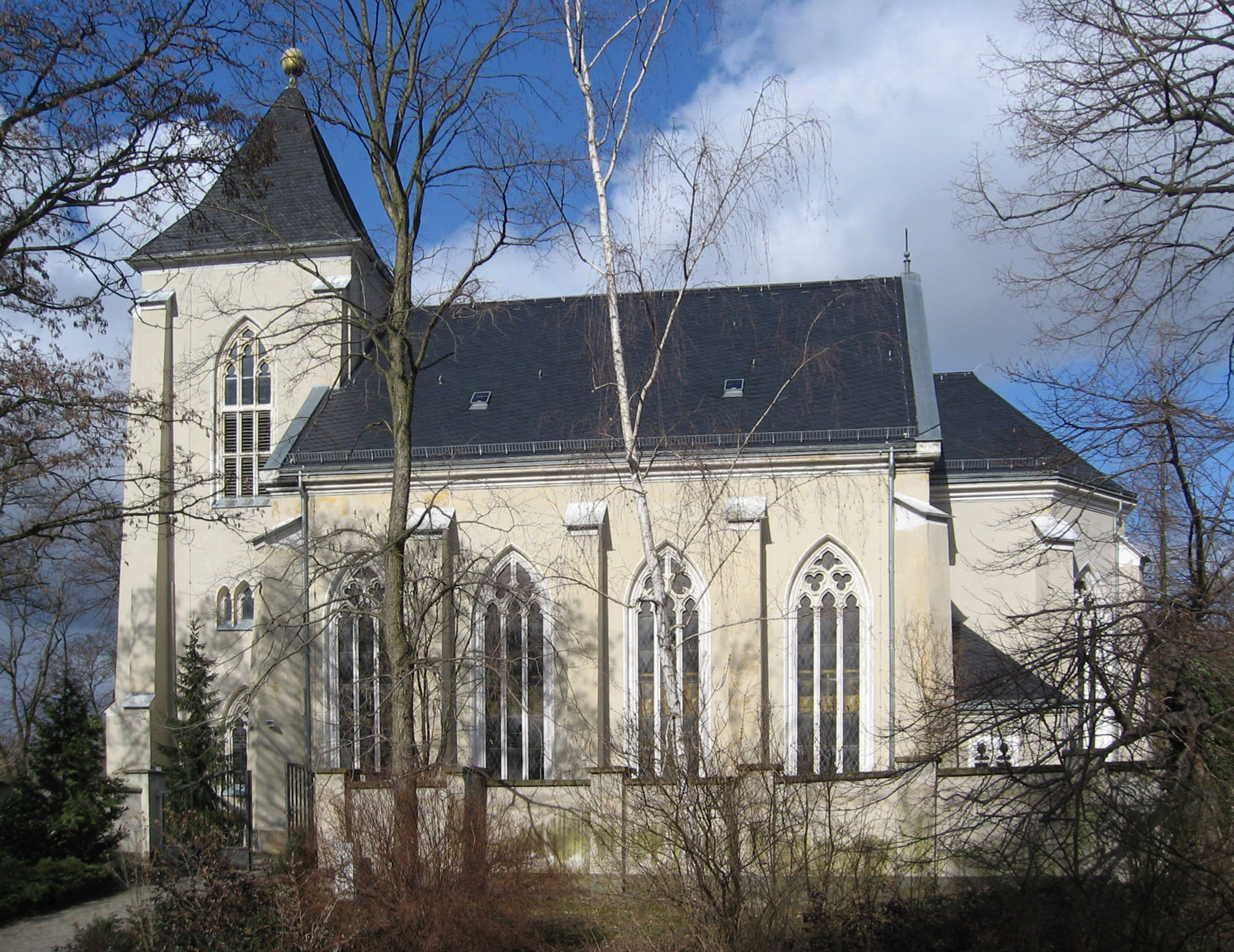
Portitzer Kirche (2010)

Die Kirche Portitz ist ein Kirchengebäude der Evangelisch-Lutherischen Landeskirche Sachsens im Leipziger Stadtteil Portitz. Sie gehört zum Zentrum des alten Dorfkerns und genießt Denkmalschutz.

## Geschichte
Der Zeitpunkt der Errichtung einer ersten Kirche auf dem Hügel im Dorf, auf dem Befestigungen und Gräber aus dem 7. Jahrhundert gefunden wurden, ist nicht bekannt. Fest steht, dass bereits im 14. Jahrhundert dort eine Kirche als Wallfahrtskirche genutzt wurde. Eine 1,93 Meter große Muttergottesfigur mit Jesuskind aus Holz aus dem 14. Jahrhundert, die als Gnadenbild der Wallfahrt gilt und im Leipziger Stadtgeschichtlichen Museum aufbewahrt wird, ist das älteste erhaltene Zeichen der ersten Portitzer Kirche.

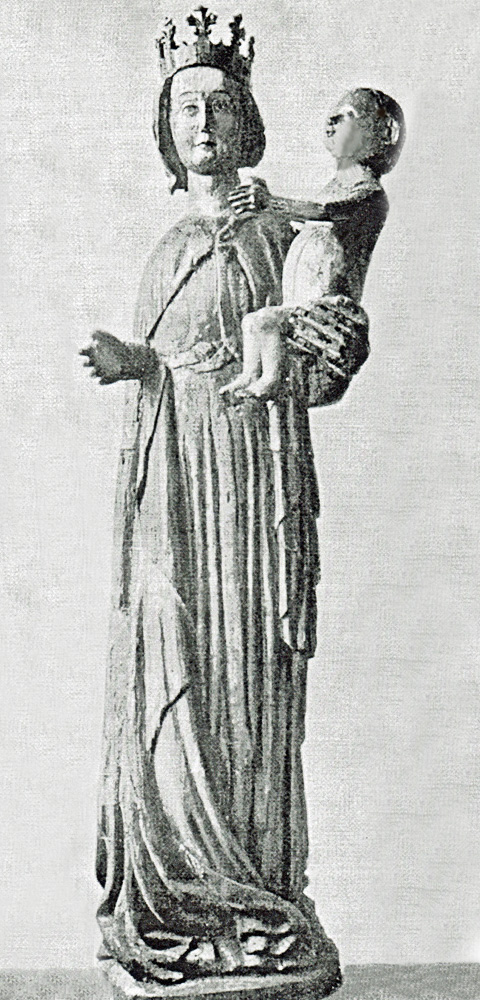
Portitzer Madonna
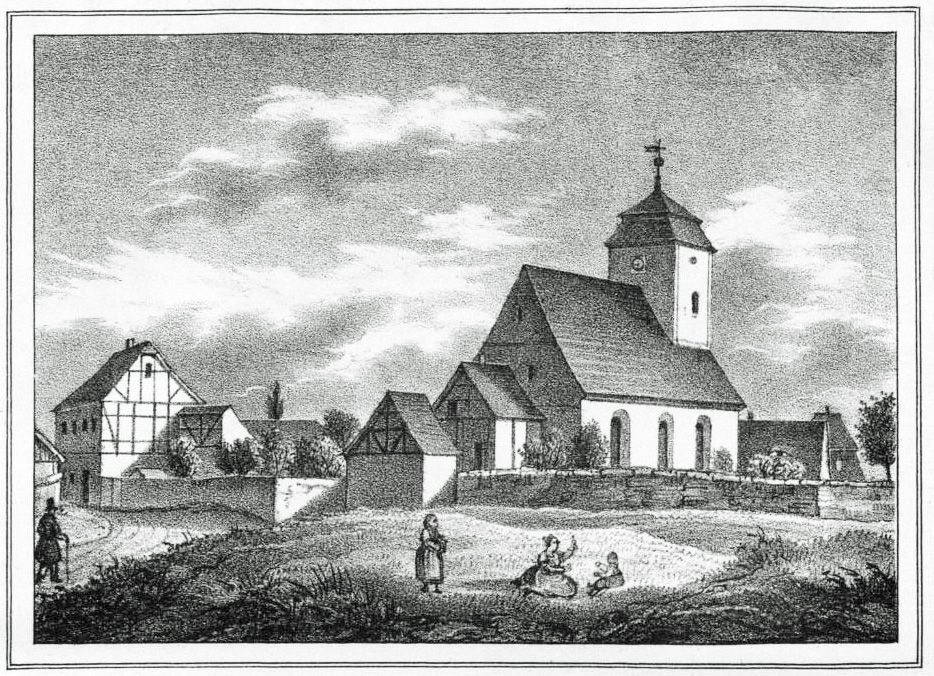
Kirche um 1840
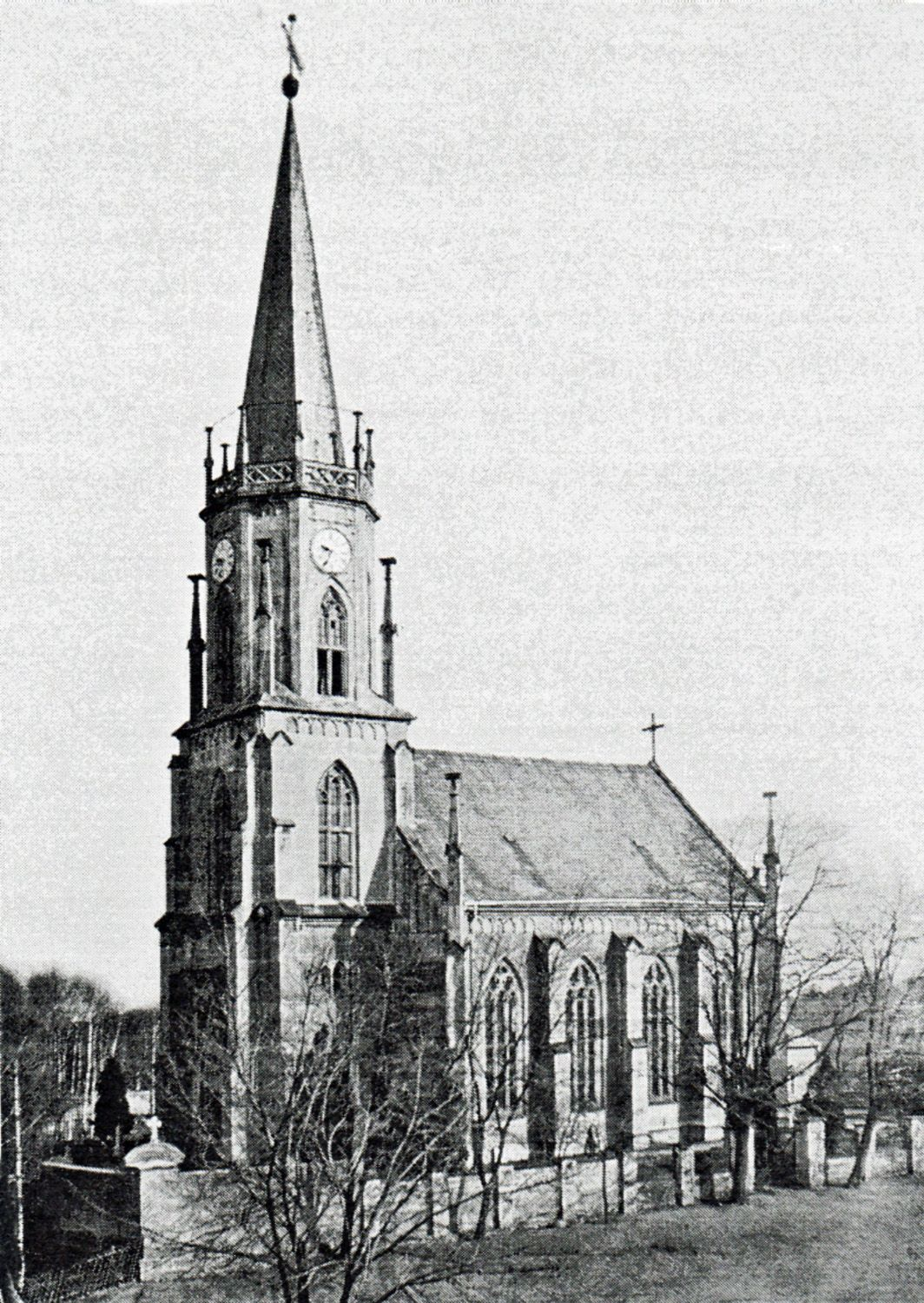
Neubau um 1900

Mit der Einführung der Reformation in Portitz 1537 endeten die Wallfahrten. Sie hatten durch Opfergaben und Spenden die Kirchgemeinde so reich werden lassen, dass davon 1602 die Kirche erneuert werden konnte. Dieser Bau bestand bis 1865.
In den Jahren 1866/1867 wurde nach Plänen der Leipziger Architekten Johann Ernst Wilhelm Zocher und August Friedrich Viehweger auf den Fundamenten des Vorgängerbaus das noch heute bestehende neogotische Kirchengebäude errichtet und auch innen neu ausgestattet. Dieses hatte allerdings einen wesentlich höheren Turm. Auf dem heutigen Baukörper setzte ein achteckiges Stockwerk mit Säulen und gotischen Schmuckelementen auf, auf das eine hohe Spitze folgte, sodass eine Gesamthöhe von 44 Metern erreicht wurde. Der obere Teil des Turmes wurde 1969/1970 wegen Baufälligkeit abgetragen und durch den heutigen Abschluss ersetzt. Die Portitzer Kirche ist die erste im neogotischen Stil errichtete Kirche im Leipziger Raum.
Restaurierungen der Kirche erfolgten 1928 und 1954 mit Gestaltung der Eingangshalle im Gedenken an Opfer von Krieg und Gewalt durch Max Alfred Brumme sowie zuletzt 2011.

## Architektur

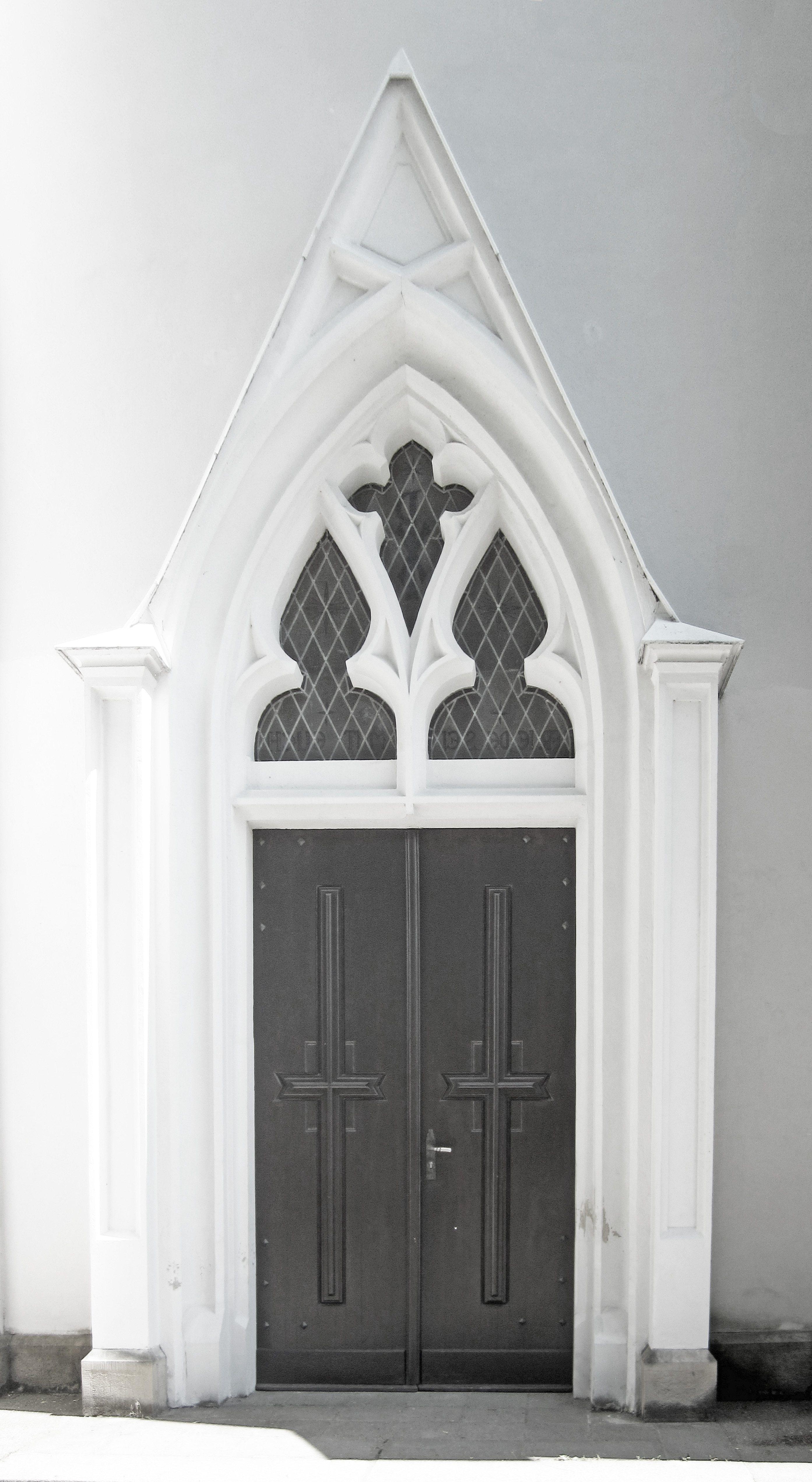
Portal

Das Langhaus der dreischiffigen Hallenkirche erstreckt sich über vier Joche. Im Osten schließt sich eingezogen der Chor mit einem Fünfachtelschluss an. Rechts und links sind kleine Sakristeibauten an ihn angesetzt. Der Baukörper des quadratischen Westturms erhebt sich nur wenig über den First des Satteldaches des Langhauses. Der Turm wird bedeckt von einem leicht eingeknickten Pyramidendach.
Langhaus, Chor und Turm zeigen klassische gotische dreiteilige Maßwerkfenster, während am Portal das gotische Maßwerk speziell interpretiert wird. Alle Bauteile der Kirche besitzen Strebepfeiler.
Die Länge der Kirche über alles beträgt 32 Meter und ihre Breite 15 Meter.
Die drei gleichhohen, durch quadratische Säulen getrennten Schiffe der Halle tragen Kreuzrippengewölbe. Die Halle wird auf drei Seiten von einer Empore mit gotischen Schmuckelementen umgeben.

## Ausstattung

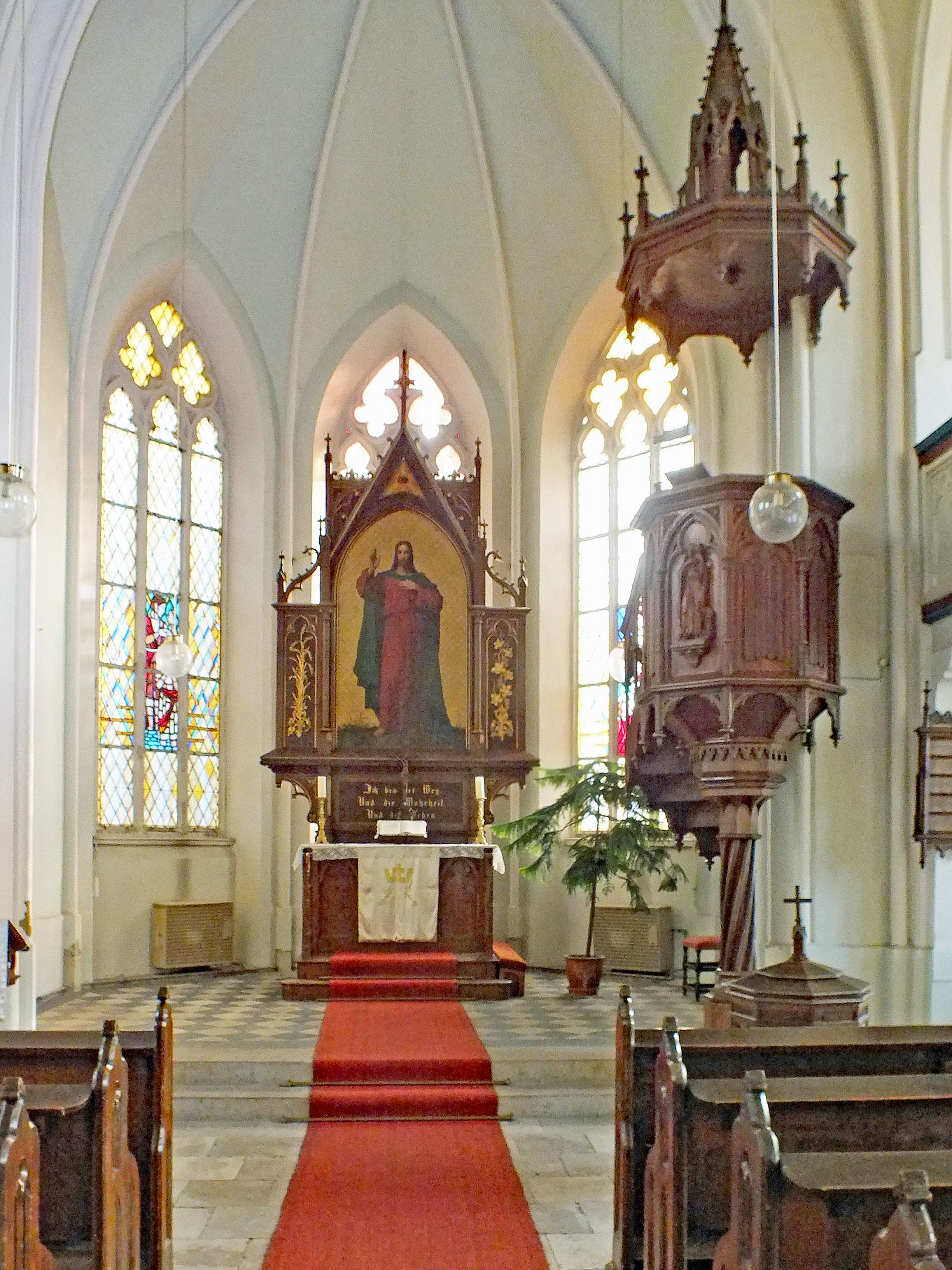
Altarbereich
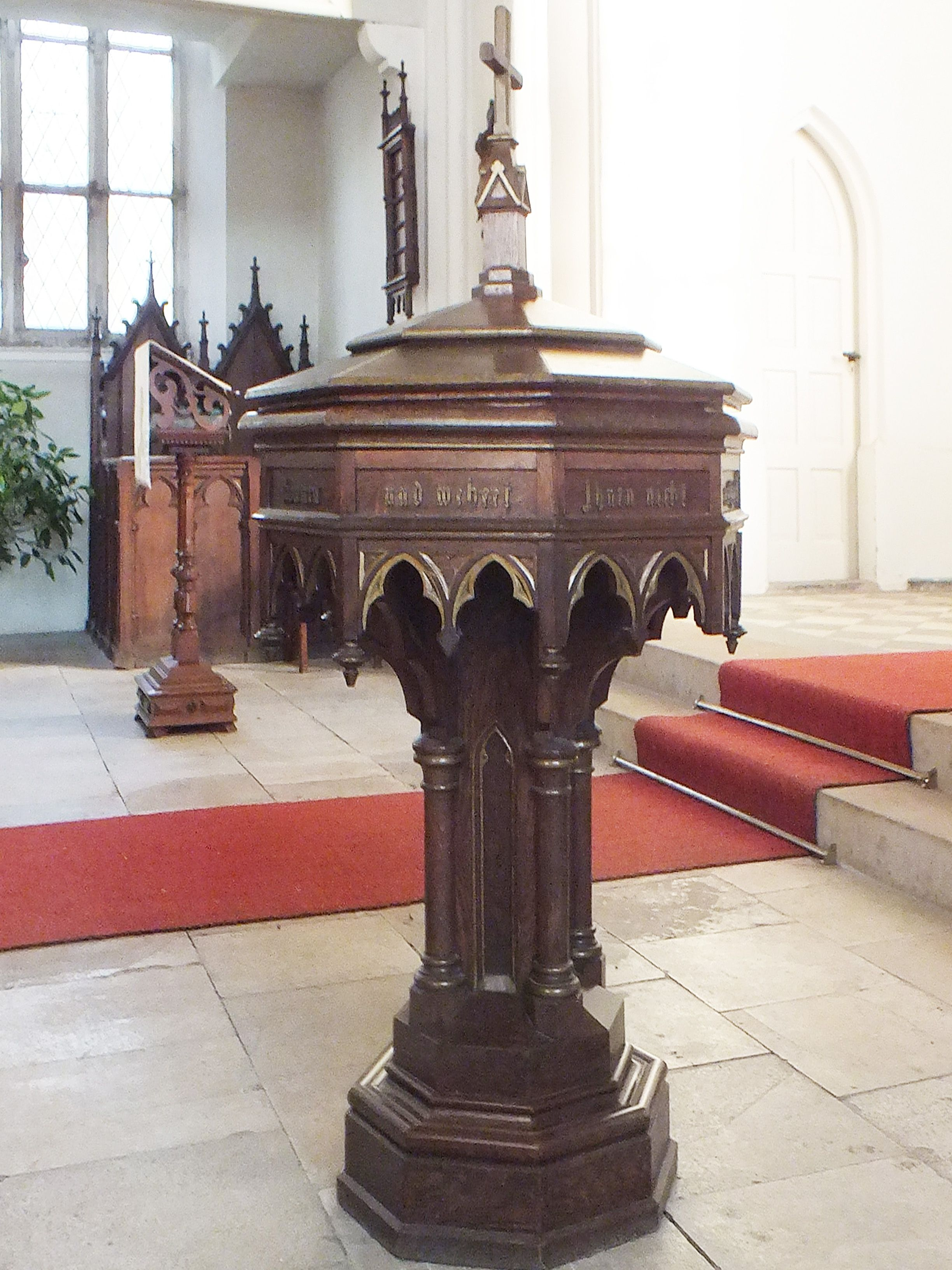
Taufbecken
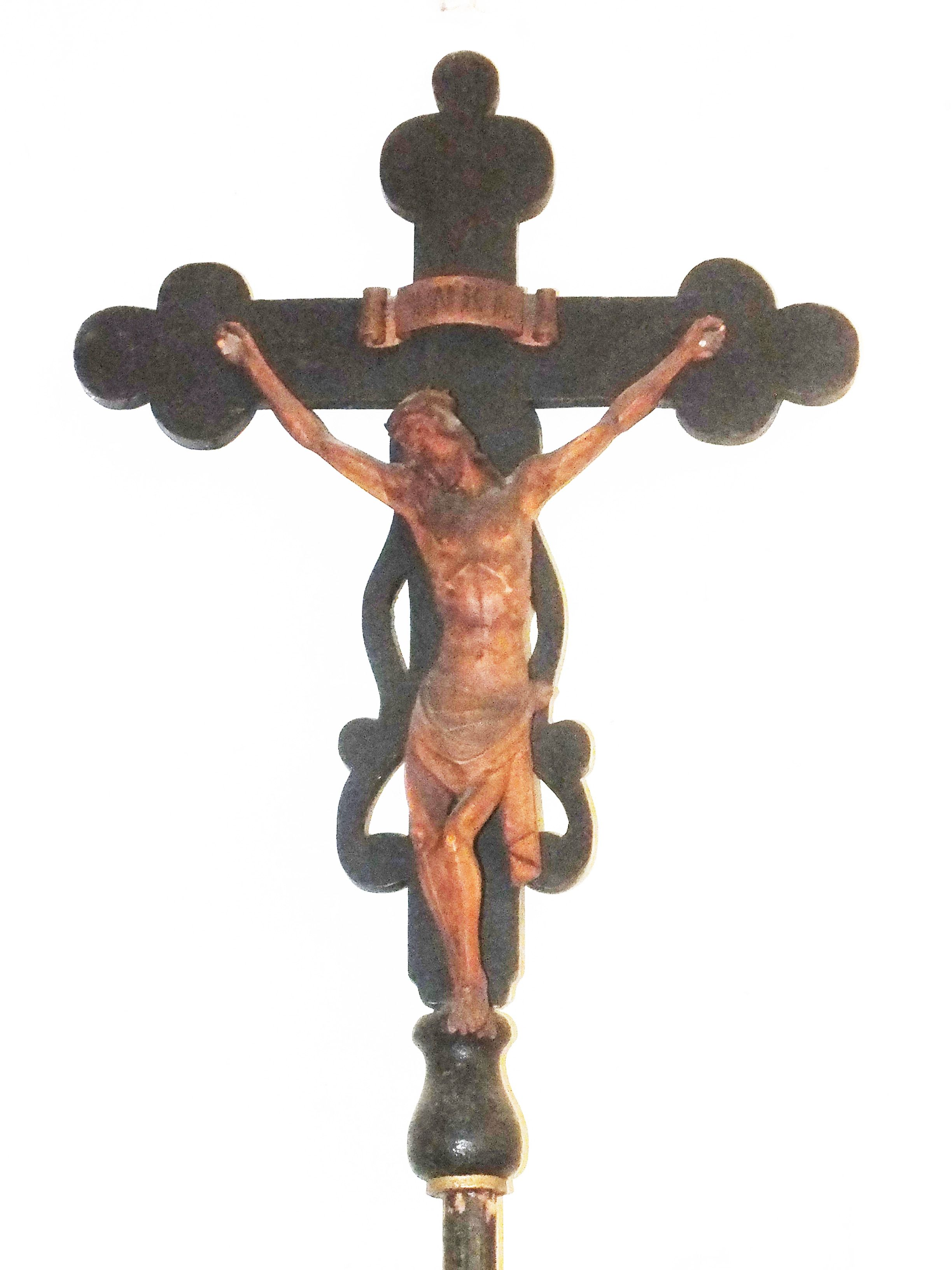
Vortragekreuz

Die aus der Erbauungszeit der Kirche stammende Ausstattung der Kirche, wie Kanzel, Taufbecken, Lesepult und Liedertafeln, folgt deren neogotischen Architekturstil. Eine Ausnahme davon bildet ein barockes Vortragekreuz.
Das Altarretabel mit dem Bild des lehrenden und segnenden Christus stammt von dem Historien-, Kirchen- und Genremaler Wilhelm Ferdinand Souchon. Das Gesprenge des Altars ist relativ schlicht gehalten.

## Orgel
Die Orgel mit neogotischem Prospekt stammt ebenfalls aus dem Jahr 1867 und wurde vom Bornaer Orgelbaumeister Urban Kreutzbach errichtet. Sie verfügt über achtzehn Register auf zwei Manualen und Pedal. 1997 führte die Orgelbaufirma Johannes Lindner aus Radebeul eine umfangreiche Restaurierung des Instrumentes durch. Die Disposition lautet wie folgt:

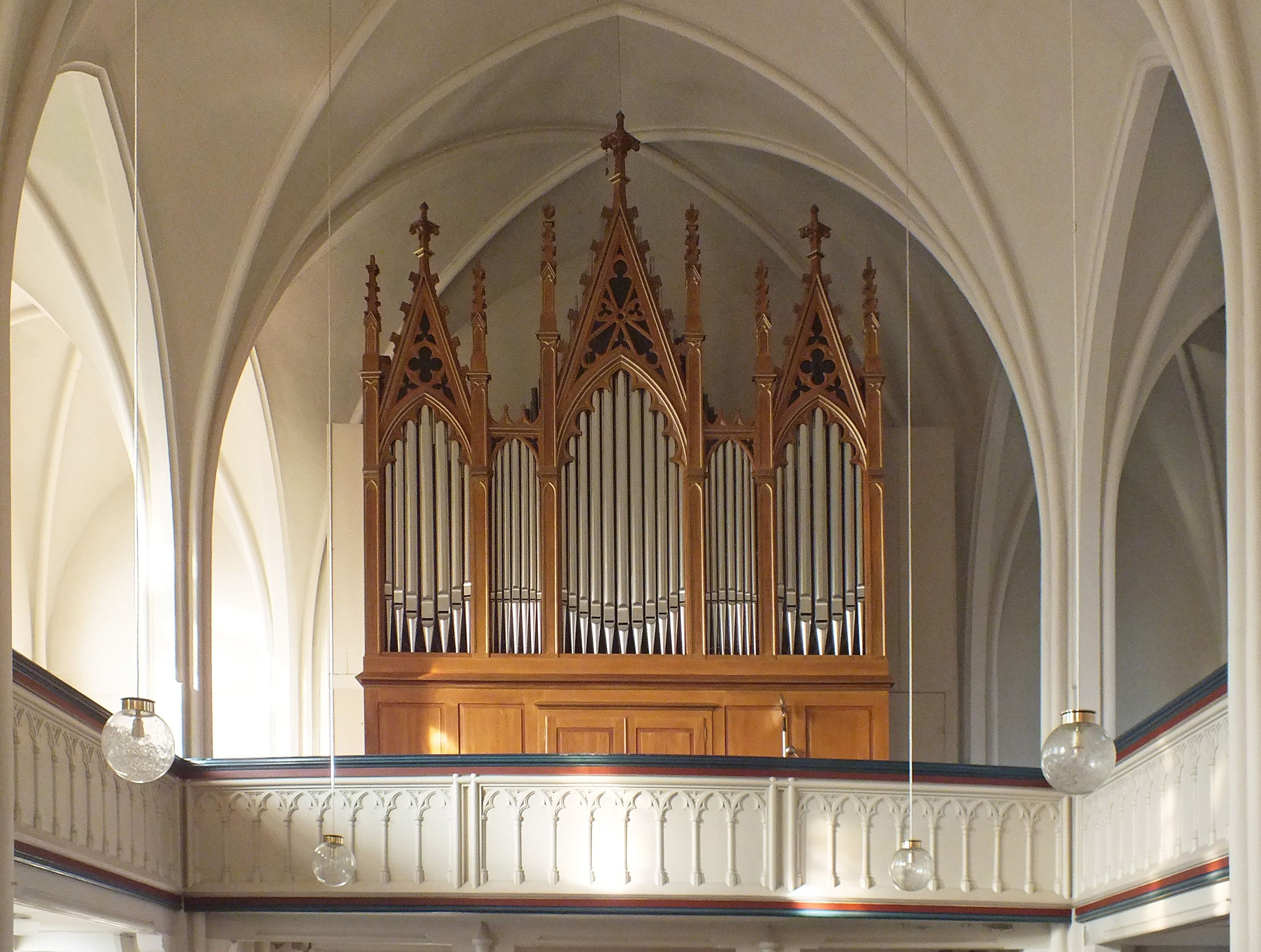
Kreutzbach-Orgel

| I Manual (C–e3) Hauptwerk |           |        |
| 1.                        | Bordun    | 16′    |
| 2.                        | Principal | 08′    |
| 3.                        | Rohrflöte | 08′    |
| 4.                        | Gamba     | 08′    |
| 5.                        | Octave    | 04′    |
| 6.                        | Quinte    | 02 ⁄3′ |
| 7.                        | Octave    | 02′    |
| 8.                        | Cornett   |        |
| 9.                        | Mixtur    |        |

| II Manual (C–e3) Oberwerk |                  |    |
| 10.                       | Principal        | 8′ |
| 11.                       | Lieblich Gedackt | 8′ |
| 12.                       | Salicional       | 8′ |
| 13.                       | Rohrflöte        | 4′ |
| 14.                       | Flauto dolce     | 4′ |

| Pedal (C–e1) |               |      |
| 15.          | Subbass       | 016′ |
| 17.          | Violonbass    | 016′ |
| 18.          | Principalbass | 08′  |
| 19.          | Posaunenbass  | 016′ |

- Koppeln: II/I, I/P

## Friedhof

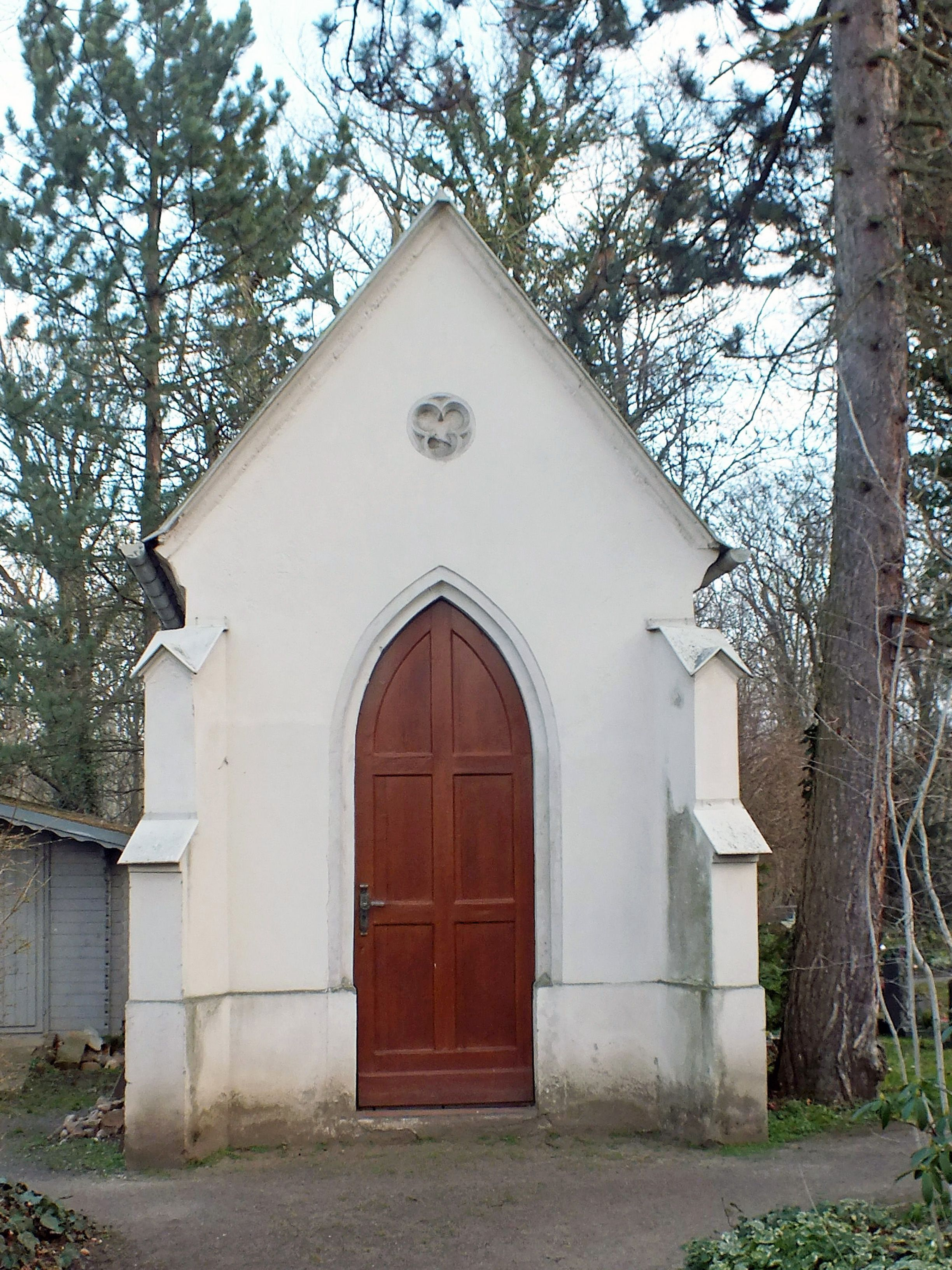
Trauerhalle
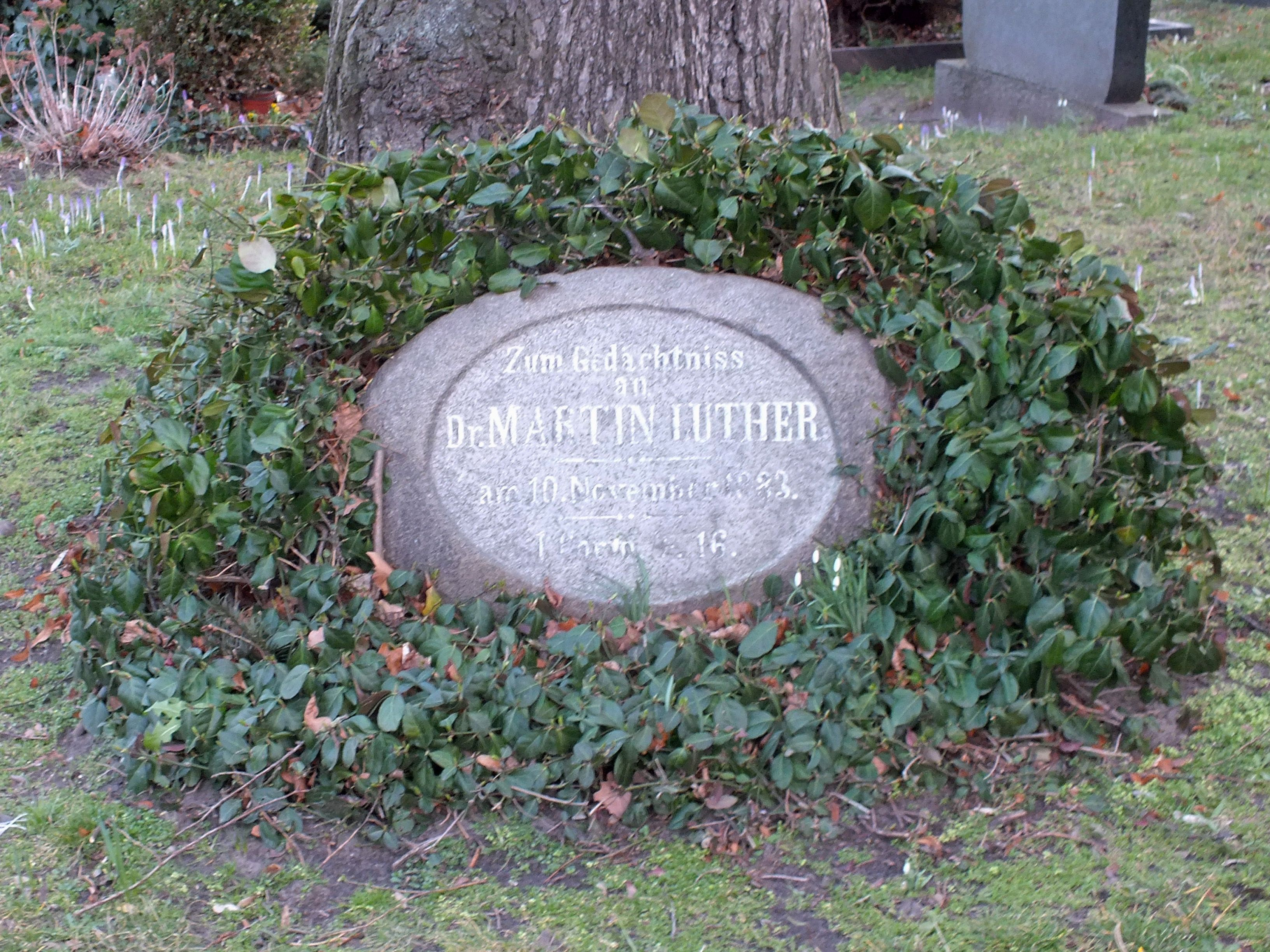
Lutherstein

Die Portitzer Kirche wird vom etwa 0,3 ha großen Friedhof umgeben. Der größte Teil der Grabstellen liegt nördlich der Kirche. An der Westseite des Friedhofs steht eine kleine, ebenfalls in neugotischem Stil gehaltene Trauerhalle. In der Nähe der Kirche befindet sich ein Luther-Gedenkstein unter einer Linde. In den 1990er Jahren wurde der Friedhof um das nordöstlich anstoßende Gelände der alten Portitzer Schule erweitert.

## Kirchgemeinde
Die Kirche Portitz gehört gemeinsam mit den Kirchen in Gottscheina, Göbschelwitz, Hohenheida, Plaußig, Seehausen und Seegeritz zur Kirchgemeinde Plaußig-Hohenheida.